# مروی
مروی (منسوب به مرو) یک نام خانوادگی است. افراد شاخص با این نام از این قرارند:
- احمد سلطان مروی، سردار ایرانی نادر شاه افشار همچنین مشهور به احمد خان کرد چگنی شاهسون
- احمد مروی، تولیت آستان قدس رضوی
- جواد مروی، عضو جامعه مدرسین حوزه علمیه قم
- علی مروی، نمایندهٔ دورهٔ چهارم، دورهٔ پنجم و دورهٔ نهم مجلس شورای اسلامی
- محمدحسین خان مروی، قاجار و حاکم مرو
- میرزا محمدکاظم مروی، تاریخ‌نگار و نویسنده اهل ایران